# La Gallera
La Gallera är en ort i Mexiko.   Den ligger i kommunen Tlaola och delstaten Puebla, i den sydöstra delen av landet, 150 km nordost om huvudstaden Mexico City. La Gallera ligger 1 303 meter över havet och antalet invånare är 276.
Terrängen runt La Gallera är lite bergig. Runt La Gallera är det ganska tätbefolkat, med 192 invånare per kvadratkilometer. Närmaste större samhälle är Huauchinango, 10,5 km väster om La Gallera. I omgivningarna runt La Gallera växer i huvudsak blandskog.